# Општина Бордешти (Вранча)
Бордешти (рум. Bordeşti) општина је у Румунији у округу Вранча.
Oпштина се налази на надморској висини од 245 m.